# Henry Primakoff
Henry Primakoff (Odessa, 12 febbraio 1914 – Filadelfia, 25 luglio 1983) è stato un fisico russo naturalizzato statunitense.
Docente all'università della Pennsylvania dal 1960, da lui prende nome l'effetto Primakoff, ossia la fotoproduzione di pioni πO e mesoni neutri prodotti da un fotone (non necessariamente reale).